# 高瀧神社 (市原市)
高瀧神社（たかたきじんじゃ）は、千葉県市原市にある神社。旧社格は県社。

## 祭神
- 瓊瓊杵尊[1]
- 玉依姫命[1]
- 別雷命[1]

## 歴史

### 社伝
社伝によれば白鳳元年8月、はじめて瓊瓊杵尊を祀って「高滝神」と称した。白鳳2年、上総国海上郡下地村と呼ばれていたこの地に、山背国の両加茂社を勧請したといい、これによって下地村は加茂村と名を改めたという。

### 古代・中世
『日本三代実録』によれば、貞観10年（869年）9月17日に上総国の「高滝神」に従五位下の神階が与えられた。
平安時代末期の承安年間（1171年 - 1175年）に加茂社を勧請し、加茂大明神を称した。これにより当時の下地村は「加茂村」と名を改めたとされる。戦国期の天文3年（1534年）に里見氏が上総国大多喜城に進出すると、この神社は祈願所とされ、社領として27石が認められた。天正19年（1591年）に徳川家康が関東に入部すると、社領10石を安堵された。

### 近世
江戸時代にこの神社は「加茂大明神」「賀茂大神宮」を称し、その周辺が「加茂村」と呼ばれていた。この神社は徳川幕府から10石の社領を安堵され、近隣53か村を氏子とする大きな神社で、春と秋と2度ある祭礼のうち、秋の祭礼では御輿が養老川岸まで渡御し、興行も行われて市原郡内外から参詣客を集める賑わいを見せたという。安産や、幼児の生育が願われた。
現在の社殿は享保12年（1727年）造営である。

### 近代
明治元年、当地は鶴舞藩領となった。明治2年（1869年）に鶴舞藩はこの神社を藩社とした。明治4年（1871年）、廃藩置県により鶴舞藩が廃され、鶴舞県となったあとも大参事らによる修祀は行われたという、しかし同年末に鶴舞県も廃され、社格は郷社となった。1880年（明治13年）12月、千葉県によって県社に位置づけられる。
『千葉県市原郡誌』が編纂された大正年間、秋の祭礼の賑わいは「本郡第一の祭祀たり」と記されるものであった。鶏を奉納する者もあり、境内には数十羽の鶏が棲んでいたという。

## 文化財
社叢林が「高滝神社の森」として1978年（昭和53年）2月28日に千葉県の天然記念物に指定されている。森の北側はムクノキの大木、クリ、クヌギを始めとする落葉広葉樹が中心なのに対し、南側はスダジイを中心とし、その他タブノキ、アラカシなどが生育する常緑広葉樹が多くを占めている。

## 所在地
- 千葉県市原市高滝1
  - 最寄りIC - 首都圏中央連絡自動車道（圏央道）市原鶴舞インターチェンジ
  - 最寄り駅 - 小湊鉄道線高滝駅
  - 最寄りバス停 - 小湊バス 高瀧神社停留所

市原鶴舞バスターミナル、小湊鉄道線里見駅からの路線が運行されている。